# Еда (община)
Община Еда (на шведски: Eda kommun) е разположена в лен Вермланд, западна централна Швеция с обща площ 901 km2 и население 8426 души (към 31 декември 2013). Административен център на община Еда е град Харлотенбери.